# Real IRA
The Real Irish Republican Army, også kendt som (RIRA) og på originalsprog (Óglaigh na hÉireann) (Irlands frivillige), er en af en række af katolske militante grupper i Nordirland, som kæmper for et forenet Irland. Gruppen blev stiftet i 1997 efter splittelse i IRA. Gruppen har stået bag en række bombninger, herunder bombeangrebet på en markedsplads i den nordirske by Omagh, hvor 29 personer blev dræbt i 1998.

## Oprindelse
Den 10. oktober 1997 afholdt IRA's væbnede fraktioner konvent i Falcarragh, County Donegal. På konventet erklærede Provisional IRA Quartermaster General Michael Mckevitt, som også var medlem af IRAs 12-mands store ledelse, at han frasagde sit lederskab og argumenterede for, at våbenhvilen og fredsprocessen med de britiske myndigheder skulle stoppes. Han blev støttet af sin papirløse kone og ligeledes medlem af IRA-ledelsen Bernadette Sands-McKevitt. På konventet kom de dog i undertal, og den 26 oktober trak både McKevitt og Sands-McKevitt sig fra IRAs øverste ledelse sammen med en række andre medlemmer. I november 1997 afholdte McKevitt og andre afhoppere møde på en bondegård i Oldcastle, County Meath og dannede der den nye organisation Óglaigh na hÉireann. Gruppen fik opbakning af en række IRA-medlemmer fra South Armagh, og andre områder som eksempelvis Dublin, Cork ,Belfast, Limerick, Tipperary, County Louth, County Tyrone og County Monaghan.

## Omagh-bombningen
Den 15. august 1998 placerede RIRA en bilbombe med hjemmelavet sprængstof i midten af Omagh. Gruppen kunne ikke finde en parkeringsplads tæt på det oprindelige mål, som var retsbygningen, så man valgte at parkere 400 meter derfra. Som et resultat af dette blev der indtalt tre forkerte telefoniske advarsler, der gjorde at myndighederne var overbevist om, at bomben var placeret ved retten. De oprettede sikkerhedszoner, der betød, at de civile i området rent faktisk kom tættere på bomben, som eksploderede og dræbte 29 og sårede 220 andre. Omagh-angrebet er stadigvæk det blodigste angreb i den nordirske konflikt. Efterfølgende kom gruppen under alvorligt pres fra de britiske myndigheder, men også IRA lagde et pres på gruppen, der til sidst valgte at opgive kampen den 8. september 1998.

## Aktiviteter efter McKevitts fængsling
Efter McKevitts fængsling har RIRA reorganiseret sig og forsat sine aktiviteter i Storbritannien og Irland.
7 marts 2009: Angreb på Massereene Barracks
Den 7. marts 2009 tog RIRA ansvaret for angrebet ved Massereene Barracks, hvor fire britiske soldater modtog en pizza-udbringning. Under dette skød og dræbte RIRA-terrorister to soldater og sårede yderlige to soldater og to pizzabude.
| Forening eller organisation | Spire Denne artikel om en forening eller organisation er en spire som bør udbygges. Du er velkommen til at hjælpe Wikipedia ved at udvide den. |